# Quercus skutchii
Quercus skutchii és una espècie de roure que pertany a la família de les fagàcies. Està dins de la secció dels roures vermells del gènere Quercus.

## Distribució
Quercus skutchii creix entre els 1.800 i 2.420 m. Es troba a Guatemala i a Mèxic, concretament a l'estat de Chiapas.

## Descripció
Quercus skutchii és un arbre perennifoli que pot créixer en més de 20 m d'alçada. L'escorça és grisa, lleugerament amb fissures. Les branques són primes entre 1,5 a 3 mm de gruix, glabrescents, marronoses, grises més tard, amb algunes lenticel·les prominents. Els brots fan entre 2 a 3 mm, ovoides, amb escates glabres. Les fulles fan entre 3 a 10 cm de llarg i entre 1 a 4 d'ample, primes però rígides, coriàcies, el·líptiques a oblongues o obovades i no dentades, base arrodonida a cordada, rares vegades cuneada. L'àpex arrodonit o remotament agut, amb una punta de pèls; remotament marge revolut, sencer, ondulat o arrissat, o de vegades lleugerament dentat amb pits poc profunds; verd fosc llustrós, sense pèl per sobre, excepte de vegades al llarg de nervi mitjà; més pàl·lid per sota estrellat amb, arrissat, morena, variable persistent toment; entre 10 a 20 parells de venes, pecíol de menys d'1 cm, lleugerament pubescents. Les glans fan entre 1,2 a 1,8 cm, ovoides o lleugerament cilíndriques, de color marró clar, soles o en parells sobre un peduncle curt de menys d'1 cm de llarg. La cúpula de mitja canya o dels cornets, amb marge enrotllat cap a dins, adjuntant com a mínim 1/2 de la nou, amb escates pubescents. Les glans maduren al cap de 2 anys.

## Sinonímia
- Quercus crispipilis Trel.
- Quercus crispipilis var. pannosifolia (C.H. Mull.) C.H. Mull.